# Rain (álbum de Planetshakers)
Rain (Lluvia, traducido al español), es un álbum grabado en vivo por la banda australiana Planetshakers. Planetshakers Ministries International y el sello Integrity lanzaron el álbum el 6 de septiembre de 2019. Rain se grabó este año durante la Conferencia Rain en el estadio Rod Laver Arena en Melbourne, Filipinas, Malasia y en la iglesia Planetshakers.
En el disco Rain presenta a los líderes de adoración Joth Hunt (quien también produjo y mezcló el álbum), Sam Evans, Aimee Evans, BJ Pridham, Joshua Brown, Rudy Nikkerud, Chelsi Nikkerud y más.
La canción principal de Rain, "Only Way", ya ha visto más de 1.3 millones de reproducciones en YouTube y está ganando impulso de costa a costa en la radio en los Estados Unidos, recientemente debutando en el chart #48 en el Top Christian Airplay Songs Chart por Billboard. Producido, escrito, mixto y cantada por Planetshakers, Hunt, se convirtió en un estímulo para este líder de adoración de múltiples talentos a través de su batalla contra el cáncer.
El álbum también incluye todas las canciones de Rain Part 1 (lanzada en enero), Rain Part 2 (lanzada en abril) y Rain Part 3 (lanzada el mes pasado), así como el nunca antes lanzado "I Lift Your Name Up" (80's Remix) "y" Fall On Me (Heavy Remix)".

## Recepción de la crítica
Marc Daniel Rivera, especificando en una revisión de cuatro estrellas para Kristiya Know, responde: "En general, Rain no decepciona. Si bien la mayoría de las pistas tienden a sonar un poco genéricas, todo el álbum es muy cantable y amigable para la congregación. El arte y el esfuerzo colectivo detrás de este proyecto se manifiestan maravillosamente a lo largo del álbum. Sobre todo, Rain representa el latido del corazón y el grito de una generación que anhela más de Dios."
| N.º             | Título                           | Duración |
| --------------- | -------------------------------- | -------- |
| 1.              | Only Way (Live)                  | 4:33     |
| 2.              | My Reason (Live)                 | 3:28     |
| 3.              | Fall on Me (Live)                | 4:16     |
| 4.              | Rain Your Glory Down (Live)      | 9:07     |
| 5.              | God Is on the Throne (Live)      | 7:52     |
| 6.              | Riight Now (Live)                | 9:01     |
| 7.              | I Choose You (Live)              | 3:46     |
| 8.              | I Lift Your Name Up (Live)       | 3:35     |
| 9.              | All Around (Live)                | 4:07     |
| 10.             | Take Your Place (Live)           | 9:04     |
| 11.             | Fire Fall (Live)                 | 10:34    |
| 12.             | Anything Can Happen (Live)       | 8:14     |
| 13.             | God Is on the Throne (studio)    | 3:37     |
| 14.             | I Lift Your Name Up (80's Remix) | 3:21     |
| 15.             | Fall on Me (Heavy Remix)         | 3:40     |
| Duración Total: | Duración Total:                  | 88:17    |

### Sencillos
| Año  | Canción    | Máxima posición               |
| Año  | Canción    | Christian Airplay (Billboard) |
| ---- | ---------- | ----------------------------- |
| 2019 | "Only Way" | 48                            |